# Seven de Dubái 2018
El Seven de Dubái de 2019 fue la decimonovena edición del torneo de rugby 7, fue el primer torneo de la temporada 2018-19 de la Serie Mundial Masculina de Rugby 7.
Se disputó en el The Sevens Stadium.

## Fase de grupos

### Grupo A
| Equipo    | Encuentros | Encuentros | Encuentros | Encuentros | Tantos  | Tantos    | Tantos     | Puntos |
| Equipo    | jugados    | ganados    | empatados  | perdidos   | a favor | en contra | diferencia | Puntos |
| --------- | ---------- | ---------- | ---------- | ---------- | ------- | --------- | ---------- | ------ |
| Sudáfrica | 3          | 2          | 0          | 1          | 62      | 29        | 33         | 7      |
| Argentina | 3          | 2          | 0          | 1          | 58      | 52        | 6          | 7      |
| Samoa     | 3          | 2          | 0          | 1          | 50      | 53        | −3         | 7      |
| Zimbabue  | 3          | 0          | 0          | 3          | 34      | 70        | −36        | 3      |

Nota: Se otorgan 3 puntos al equipo que gane un partido, 2 al que empate y 1 al que pierda

### Grupo B
| Equipo  | Encuentros | Encuentros | Encuentros | Encuentros | Tantos  | Tantos    | Tantos     | Puntos |
| Equipo  | jugados    | ganados    | empatados  | perdidos   | a favor | en contra | diferencia | Puntos |
| ------- | ---------- | ---------- | ---------- | ---------- | ------- | --------- | ---------- | ------ |
| Fiyi    | 3          | 3          | 0          | 0          | 105     | 31        | 74         | 9      |
| Escocia | 3          | 1          | 1          | 1          | 68      | 49        | 19         | 6      |
| Francia | 3          | 1          | 1          | 1          | 35      | 72        | −37        | 6      |
| Kenia   | 3          | 0          | 0          | 3          | 43      | 99        | −56        | 3      |

### Grupo C
| Equipo         | Encuentros | Encuentros | Encuentros | Encuentros | Tantos  | Tantos    | Tantos     | Puntos |
| Equipo         | jugados    | ganados    | empatados  | perdidos   | a favor | en contra | diferencia | Puntos |
| -------------- | ---------- | ---------- | ---------- | ---------- | ------- | --------- | ---------- | ------ |
| Nueva Zelanda  | 3          | 3          | 0          | 0          | 80      | 31        | 49         | 9      |
| Estados Unidos | 3          | 2          | 0          | 1          | 69      | 36        | 33         | 7      |
| España         | 3          | 1          | 0          | 2          | 52      | 64        | −12        | 5      |
| Gales          | 3          | 0          | 0          | 3          | 26      | 96        | −70        | 3      |

### Grupo D
| Equipo     | Encuentros | Encuentros | Encuentros | Encuentros | Tantos  | Tantos    | Tantos     | Puntos |
| Equipo     | jugados    | ganados    | empatados  | perdidos   | a favor | en contra | diferencia | Puntos |
| ---------- | ---------- | ---------- | ---------- | ---------- | ------- | --------- | ---------- | ------ |
| Australia  | 3          | 3          | 0          | 0          | 96      | 38        | 58         | 9      |
| Inglaterra | 3          | 2          | 0          | 1          | 76      | 41        | 35         | 7      |
| Canadá     | 3          | 1          | 0          | 2          | 58      | 64        | −6         | 5      |
| Japón      | 3          | 0          | 0          | 3          | 14      | 101       | –87        | 3      |

## Fase Final

### Cuartos de final
| 1 de diciembre | Sudáfrica | 5 - 22 | Inglaterra |  |  |

| 1 de diciembre | Nueva Zelanda | 21 - 7 | Escocia |  |  |

| 1 de diciembre | Australia | 38 - 0 | Argentina |  |  |

| 1 de diciembre | Fiyi | 12 - 24 | Estados Unidos |  |  |

### Semifinal
| 1 de diciembre | Inglaterra | 5 - 7 | Nueva Zelanda |  |  |

| 1 de diciembre | Australia | 17 - 22 | Estados Unidos |  |  |

### Final
| 1 de diciembre | Nueva Zelanda | 21 - 5 | Estados Unidos |  |  |

| Bandera de Nueva Zelanda |
| Campeón Nueva Zelanda    |
| 1º título del circuito   |